# Attention Attention
Attention Attention  es el sexto álbum de la banda de hard rock Shinedown. Fue lanzado el 4 de mayo de 2018. Es un álbum conceptual, que trata de representar a un humano superando su negatividad a través de luchas personales para renacer como una nueva persona. 
El primer sencillo, "Devil", fue lanzado el 7 de marzo de 2018.

## Antecedentes
El trabajo inicial en el álbum comenzó a finales de 2016, después de que la banda terminara la gira de su álbum anterior, Threat to Survival. En febrero de 2017, Smith anunció que habían comenzado a trabajar en un sexto álbum de estudio. Bass había estado trabajando en la escritura de 22 piezas de música por separado en el transcurso de su gira de 2016, separada del resto de la banda, que solo quería concentrarse en las giras. Bass acababa de comenzar a presentar el material a Smith, quien, aunque no estaba seguro de cuánto incluiría en el futuro álbum, dijo que estaba muy impresionado, y que el material podría encajar en un álbum conceptual, el primero para la banda. Se unieron a Iron Maiden de gira en Europa en abril y mayo, y comenzó a grabar poco después. Luego de reanudar el trabajo en el álbum y comenzar a trabajar en el estudio, la banda decidió usar solo una de las 22 canciones originalmente propuestas por Bass, pero el trabajo de las 22 canciones originales todavía los inspiró a seguir adelante con la idea del álbum conceptual en general, solo con diferentes canciones.
En enero de 2018, Myers anunció que la banda había terminado la grabación del álbum, y que Bass estaba trabajando en la finalización de la producción y mezcla del álbum.

## Concepto
Attention Attention es un álbum conceptual . El álbum cuenta la historia de un individuo en un lugar mental y emocional muy negativo, y en el transcurso de las catorce canciones, el hombre ha trabajado a través de sus problemas, convirtiéndose en una persona completamente cambiada al final de la última canción. Smith describió la progresión del álbum:

"Al comienzo de la historia, puede sentir esta intensidad y estas declaraciones audaces que se están realizando, pero a medida que avanza la grabación, escucha que el individuo y la persona comienzan a cambiar, y comienzan a recuperar su confianza, y empiecen a entender lo que está pasando, porque tienen que enfrentar emociones que nunca antes habían enfrentado. Lo llamamos cavar en la tierra mentalmente. Esta persona tiene que expulsarlo. Para poder salir de en esta habitación y fuera de esta silla y regresar al mundo, tienen que entrenarse a sí mismos mentalmente. Tienen que aceptar el hecho de que no siempre va a ser grandioso. No siempre será exactamente como lo quieres.

Myers también describió el sonido del álbum como "más pesado que Threat to Survival".

## Lanzamiento y promoción
La banda tentativamente planea terminar el álbum a finales de 2017, lanzar un primer sencillo en enero de 2018 y luego lanzar el álbum en abril.
El 7 de marzo de 2018, se anunció el título del álbum, Attention Attention, y se lanzó su primer sencillo, "Devil". La banda anunció que habría un vídeo musical, creado por cada canción del disco y que el proyecto de vídeo sería dirigida por Bill Yukich.

## Lista de canciones
| N.º | Título                 | Duración |  |
| 1.  | «The Entrance»         | 0:39     |  |
| 2.  | «Devil»                | 3:27     |  |
| 3.  | «Black Soul»           | 3:23     |  |
| 4.  | «Attention Attention»  | 3:51     |  |
| 5.  | «Kill Your Conscience» | 3:52     |  |
| 6.  | «Pyro»                 | 3:51     |  |
| 7.  | «Monsters»             | 4:08     |  |
| 8.  | «Darkside»             | 3:53     |  |
| 9.  | «Creatures»            | 3:56     |  |
| 10. | «Evolve»               | 2:57     |  |
| 11. | «Get Up»               | 4:06     |  |
| 12. | «Special»              | 3:44     |  |
| 13. | «The Human Radio»      | 4:09     |  |
| 14. | «Brilliant»            | 4:34     |  |

## Posicionamiento en lista
| Lista (2018)                            | Posiciones |
| --------------------------------------- | ---------- |
| Australian Albums (ARIA)                | 45         |
| Austria (Ö3 Austria)                    | 21         |
| Bélgica (Ultratop flamenca)             | 87         |
| Bélgica (Ultratop valona)               | 190        |
| Canadá (Billboard Canadian Albums)      | 8          |
| Países Bajos (Album Top 100)            | 77         |
| Alemania (Media Control Charts)         | 21         |
| New Zealand Heatseeker Albums (RMNZ)    | 2          |
| Escocia (Scottish Albums Chart)         | 4          |
| Suecia (Sverigetopplistan)              | 31         |
| Suiza (Schweizer Hitparade)             | 10         |
| Reino Unido (UK Albums Chart)           | 8          |
| US Billboard 200                        | 5          |
| Estados Unidos (Top Alternative Albums) | 1          |
| Estados Unidos (Top Hard Rock Albums)   | 1          |
| Estados Unidos (Top Rock Albums)        | 1          |

## Personal
- Brent Smith - voces
- Zach Myers - guitarra, coros
- Barry Kerch - tambores, percusión
- Eric Bass - bajo, piano, coros